# فقدان الرغبة الجنسية لدى النساء
'فقدان الرغبة الجنسية لدى النساء'
- الرغبة الجنسية أو الدافع الجنسي هي العنصر الاساسي لجميع العلاقات الجنسية وكما هو معروف فان الجنس هو جوهر جميع العلاقات الزوجية
- هناك انتشار لتراجع الرغبة الجنسية بعد سن معينة للنساء اما بالنسبة للرجال فالمشكلة اقل ظهورا ذلك لانهم أكثر قلقا بشان عدم الانتصاب
- بالرغم من عدم وجود نظريات ثابتة تفسر حالات فقدان الرغبة الجنسية الا انه هناك عدد من الظروف من الممكن أن تؤدي إلى هذه الحالات.

## أولا: أسباب عضوية[2]
- فقر الدم : وهذا ما يحدث عادة نتيجة الحيض
- إدمان الكحول وتعاطي المخدرات : ان الحد الاعلى لتناول الكحول يجب ان لا يزيد على 3 وحدات للرجال ومن 2الى3 في النساء
- بعض الادوية : هناك بعض الادوية المضادة للاندوجينوادوية الضغط وعلاج ارتفاع هرمون الحليب ومضادات الاكتئاب تؤدي إلى تقليل الدافع الجنسي لدى الرجال والنساء على حد سواء
- بعد الولادة وهذا بسبب التغيرات الهرمونية أو الاذى النفسي والجسدي الذي ادى اليه الولادة
- تغيرات في الهرمونات: ان ارتفاع هرمون الحليب أو اضطرابات هرمون الLH ونقص هرمون الغدة الدرقية وهرمونات الذكورة
- التغيرات الجسدية: ان التغيرات في المهبل من الممكن ان تؤدي إلى فقدان الرغبة الجنسية
- انخفاض مستوى هرمون الاستروجين:مع اقتراب سن الياس يقل مستوى الهرمون وبتالي يحدث جفاف في المهبل يؤدي إلى ضمور المهبل وجفافه مما يؤدي إلى الحكة والالم اثناع ممارسة الجنس

## ثانيا:الأسباب النفسية
- الاكتئاب: وهو الشعور بالحزن الشديد والتعاسة والذي من الممكن ان يؤثر على الحياة الجنسية
- الإجهاد:وهو التعب الشديد والإرهاق الذي يسبب اختلال في الغدة الكظرية مما يؤدي إلى نقص في إنتاج هرمون الاستروجين والتستيستيرون وهو المهيمن في الرغبة الجنسية
- المشاكل الزوجية:تعتبر أكثر اسباب فقدان الرغبة الجنسية والتي تتضمن عدم السعادة في العلاقة أو وجود شكوك أو مخاوف ومن جهة أخرى من الممكن ان تكون هذه المشكلة عبارة عن ضعف في الاداء الجنسي مثل العجز الجنسي أو سرعة القذف لدى الرجال وتشنج المهبل لدى النساء

'الاغتصاب في الماضي '
'الظروف المعيشيية الصعبة '

## علاج جفاف المهبل
ان كانت الاعراض جديدة أو انها معتدلة في الشدة من الممكن ان يكون من المفيد استخدام تحاميل مهبلية تحتوي على فيتامين ياء مرتين بالاسبوع والتي تعمل على ترطيب الانسجة وزيادة الإحساس

## إعادة مستوى الاستروجين للطبيعي
عند انخفاض إنتاج الاستروجين في المبيض يتم إنتاج كمية كافية من هذا الهرمون من الانسجة الدهنية الموجودة تحت الجلد ومن الغدة الكظرية وهذا إذا كانت المواد الخام متوفرة لذلك فان دعم الغدد الصماء ة المكملات الغذائية لها دور مهم في رفع هرمون الاستروجين وبالتالي جفاف في المهبل وفي بعض الاحيان الاستروجين الموضعي الذي يتم وضعه مباشرة في المهبل يكون مفيدا لدى النساء اللواتي يعانين من انخفاض هرمون الاستروجين عن طريق تلطيف الانسجة المهبلية والسماح بوجود الافرازات المهبلية الضرورية لممارسة الجنس

## التستيستيرون
هو إحدى الهرمونات التي تزيد من الرغبة الجنسية والاثارة والنشوة وبالتالي فهو مهم في الدافع الجنسي
بعد انقطاع الطمث ينخفض مستوى هرمون الاستروجين والتستيستيرون وكذلك في حالات حدوث التوتر والضغط النفسي يتحول جزء من هرمون التستيستيرون إلى البروجستيرون مما يؤدي إلى انخفاض الرغبة الجنسية
بعد انقطاع الطمث ينخفض إنتاج التستيستيرون من المبيض وتبدأ الغدة الدرقية تكون هي المسؤول الرئيسي لإنتاجه إذا كان المخزون جيد
حيث ان مخزون الغدة الكظرية ينخفض مع تعرض المراة للضغط النفسي وكذلك على مرور السنوات وعليه ان التغذية الجيدة ونمط الحياة المريح يبقي إنتاج الهرمون جيدا لفترات أطول
بناء على ما ذكر فان استخدام الهرمون للعلاج كان قائما لأكثر من 40 عاما ولكن النتائج كانت غير مرضية كما انه نتج عنه اثار جانبية كثيرة مثل تساقط الشعر وعمق الصوت وتضخم البظر على الرغم من ذلك فانه يتم استخدام التستيستيرون كعلاج في بعض الاحيان
في عام 2007 تم استخدام لصقة جلدية تحتوي على هرمون التستيستيرون عند النساء اللواتي تم زالة المبيض لديهن وتم تصنيع كريم وجل من التستيستيرون لزيادة الشعور بالنشوة

## الشفاط الهزاز
يتم استخدام هذا الجهاز عن طريق تطبيق الشفط على البظر لزيادة الرغبة الجنسية وفي العقد الماضي تم استخدام الهزاز العادي من غير تقنية الشفط واعطى نتائج جيدة

## طرق أخرى
كريم الرغبه والذي يصنع من نباتات معينه تزيد من الإحساس بالوخز. ادوية الانتصاب مثل الفياغرا والي يؤدي إلى زيادة تدفق الدمإلى المهبل والبظر وبالتالي إلى زيادة الافرازات المهبليه ولكنها لا تزال غير مرخصة. بعض المنتجات التي تحتوي على بذرة لسان الثور وزيوت زهرة الربيع المائية التي تستخدم لتدليك المنطقة التناسلية مما يؤدي إلى زيادة الاثارة.